# Leslie Landon
Leslie Ann Matthews, nata Landon (Los Angeles, 11 ottobre 1962), è un'attrice e psicologa statunitense.

## Biografia
Leslie Landon nacque nel 1962 a Los Angeles, in California, figlia dell'attore Michael Landon e di Marjorie Lynn Noe. È nota per il ruolo della maestra Etta Plum nella nona stagione de La casa nella prateria. Prima di questo ruolo, è apparsa in altri quattro episodi della serie con ruoli diversi, mentre nel 1982 è apparsa in un episodio de I ragazzi di padre Murphy, nel ruolo di Kate Jones.
In seguito si laureò all'Università Pepperdine di Malibù, in California, ottenendo un Bachelor of Arts in psicologia e un Master of Arts in psicologia clinica.

### Vita privata
I fratelli di Leslie sono Michael Landon Jr., Christopher B. Landon e Shawna Leigh Landon (nata nel 1971), mentre ha due fratellastri (Jennifer Rachel, nata nel 1983 e Sean Matthew Landon, nato nel 1986) dal terzo matrimonio del padre, e due (Mark e Josh Landon) dal primo matrimonio sempre del padre. L'altra sorellastra, Cheryl Ann Pontrelli, nata nel 1953 durante il primo matrimonio della madre Marjorie Lynn Noe.
Leslie è sposata dal 1990 con Brian Matthews e ha quattro figli: Rachel Lynn (nata il 25 ottobre 1993), Justin Michael (nato il 31 maggio 1995), Catherine (nata nel 2000) e Joseph (nato il 2 febbraio 2002).